# The Garden (The Winter Tree)
The Garden is een studioalbum van Magus. Het was het laatste album dat onder de groepsnaam Magus uitkwam. The Garden is een conceptalbum rond een verhaal van Robinson. De personages Kae en I beschouwen The garden als hun Hof van Eden, waar hun liefde begon en groeide tot wat het is. De muziek is een mengeling van Genesis (jaren '70) en Porcupine Tree, maar door het gebruik van een dwarsfluit ook een beetje Jethro Tull.

## Musici
- Andrew Robinson – zang, gitaar, basgitaar
- Tomas Hjort – slagwerk (toen drummer van CROSS)
- Gary Strater – basgitaar
- Lynnette Shelley - zang
- Nathan-Andrew Dewin – harp
- Jesse Cross-Nickerson – toetsinstrumenten
- Joe Boyle - gitaar
- Dan DeWalt – piano
- Bob Stabach  - dwarsfluit

## Muziek
| Nr. | Titel                          | onderverdeling | Duur  |
| --- | ------------------------------ | --- | ----- |
| 1.  | The garden                     | 1.Sunrise 2.Kae and I 3.All the days 4.Don’t hang around here! 5.In the hills 6.Escape 7.Damen Krandle and Justin Dano 8.We wait for the sun 9.Endless night 10.Daybreak 11.Battle 12.Home | 24:25 |
| 2.  | The sailor on the seas of fate | 1.Elric of Melmbone 2.The seas of fate | 5:20  |
| 3.  | Grains of sand                 | | 5:15  |
| 4.  | The stone circle               | 1.Lament for a lost age 2.Ruins 3.The secret of the stones | 7:03  |